# Sayeman Bula Bula
Pour les articles homonymes, voir Bula.
Sayeman Bula Bula, né le 31 août 1950 à Ebonda, est un juriste congolais, professeur émérite de droit international à l'université de Kinshasa. Il est membre de la Cour permanente de justice et membre du Conseil scientifique national de la République démocratique du Congo. Il a été juge ad hoc à la Cour internationale de justice de 2000 à 2002,. Il a également travaillé comme membre du Conseil du Fonds au profit des victimes de la Cour pénale internationale de 2012 à 2015.
En 2020, il a été élu membre du Conseil scientifique de L'Observateur des Nations unies.

## Biographie
Sayeman Bula Bula obtient de l’université de Kinshasa son Bachelor en droit en 1976. Il y reste comme assistant, avant de partir pour l’université catholique de Louvain, où il obtient un doctorat en 1985. En 1987, il revient à Kinshasa pour occuper un poste de professeur à l’université : il y enseigne principalement le droit maritime international et le droit international de l'environnement, ainsi que le droit international humanitaire.

## Publications
- La détermination de la règle de droit, Hommage à Sayeman Bula-Bula, Bruylant, Bruxelles, 2017
- Les immunités pénales et l'inviolabilité du ministre des Affaires étrangères en droit international : principe, caractères, portée, exceptions, limites, sanctions, Kinshasa, Presses de l'université de Kinshasa, 2004
- Pour l'épanouissement de la pensée juridique congolaise : liber amicorum Marcel Antoine Lihau', Bruxelles, Bruylant, 2006  (ISBN 2-8027-2261-1)
- Droit international humanitaire, Louvain-la-Neuve, Academia-Bruylant, 2010  (ISBN 978-2-87209-990-0)